# 파울리-빌라르 조절
파울리-빌라르 조절(-調節, 영어: Pauli–Villars regularization)은 실재하지 않는 아주 무거운 입자를 삽입하는, 조절의 한 방법이다. 이 허구의 입자의 질량을 무한대로 보내면, 허구 입자는 관측할 수 없게 된다.
파울리-빌라르 조절은 게이지 불변이지만 게이지 공변이지 않다. 따라서 가환 게이지 이론 (양자전기역학)에서 유용하지만 비가환 게이지 이론 (양자색역학 등)에서는 적절하지 않다. 대체로 더 간편한 차원 조절을 쓸 수 없을 때 (예를 들어 레비치비타 기호를 포함한 손지기 현상)에 쓴다.

## 역사
오스트리아의 볼프강 파울리와 스위스의 펠릭스 빌라르(Félix M. H. Villars)가 1949년에 도입하였다.

## 같이 보기
- 조절 (물리학)
- 차원 조절